# イラン革命
イラン革命（イランかくめい、ペルシア語: انقلاب ۱۳۵۷ ایران）は、イランのパフラヴィー朝において1978年1月に始まった革命である。亡命中であったルーホッラー・ホメイニーを精神的指導者とするイスラム教十二イマーム派（シーア派）の法学者たちを支柱とするイスラム教勢力が、パフラヴィー朝イランの第2代皇帝モハンマド・レザー・シャーの親欧米専制に反対して、政権を奪取した事件を中心とする政治的・社会的変動を指す。イスラム共和主義革命であると同時に、イスラム化を求める反動的回帰でもあった。イスラム革命（ペルシア語: انقلاب اسلامی, ラテン文字転写: enqelâb-e Eslâmi、英語: islamic revolution）とも呼ばれる。

## 革命の経過
パフラヴィー朝下のイランは、石油国有化を主張してアメリカ合衆国の干渉政策と皇帝によって、1953年8月にモハンマド・モサッデク首相が失脚したのち、ソビエト連邦の南側に位置するという地政学的理由もあり、西側諸国の国際戦略のもとでアメリカ合衆国の援助を受けるようになり、脱イスラーム化と世俗主義による近代化政策を取り続けてきた。
皇帝（）モハンマド・レザーは、1963年に農地改革、森林国有化、国営企業の民営化、婦人参政権、識字率の向上などを盛り込んだ「白色革命」を宣言し、上からの近代改革を推し進めたが、宗教勢力や保守勢力の反発を招き、イラン国民のなかには、政府をアメリカの傀儡政権であると認識するものもいた。パフラヴィー皇帝は、自分の意向に反対する人々を秘密警察によって弾圧し、近代化革命の名の下、イスラム教勢力を弾圧し排除した。
1978年1月、パフラヴィーによって国外追放を受けたのち、フランス・パリに亡命していた反体制派の指導者で、十二イマーム派の有力な法学者の一人であったルーホッラー・ホメイニーを中傷する記事を巡り、イラン国内の十二イマーム派の聖地ゴムで暴動が発生。その暴動の犠牲者を弔う集会が、死者を40日ごとに弔うイスラム教の習慣と相まって、雪だるま式に拡大し、国内各地で反政府デモと暴動が多発する事態となった。
皇帝側は宗教勢力と事態の収拾を図ったが、9月8日に軍がデモ隊に発砲して多数の死者を出した事件をきっかけにデモは激しさを増し、ついに公然と反皇帝・イスラム国家の樹立が叫ばれるようになった。11月、行き詰まった皇帝は、国軍参謀長のアズハーリーを首相に起用し、軍人内閣を樹立させて事態の沈静化を図ったが、宗教勢力や反体制勢力の一層の反発を招くなど事態の悪化を止めることができず、反皇帝政党である国民戦線のバフティヤールを首相に立てて、翌1979年1月16日、国外に退去した。
バフティヤールはホメイニーと接触するなど、各方面の妥協による事態の沈静化を図ったが、ホメイニーはじめ国民戦線内外の反体制側勢力の反発を受けた。2月1日、ホメイニーの帰国により革命熱がさらに高まり、2月11日、バフティヤールは辞任、反体制勢力が政権を掌握するに至った。
4月1日、イランは国民投票に基づいてイスラム共和国の樹立を宣言し、ホメイニーが提唱した「法学者の統治」に基づく国家体制の構築を掲げた。

## 革命の特徴
冷戦下の1970年代当時、アメリカ合衆国とソビエト連邦の覇権争いと、その勢力圏下の国家や民間組織による代理戦争や軍事・政治・経済的な紛争が世界的に発生・継続していた。しかしこの革命は反米・反キリスト教を掲げながらもソ連には依存せず中立の姿勢を堅持し（しかし反米的な外国政府や団体からの支援は受けている）、米ソのどちらの勢力にも加わらなかった。
また、伝統的な宗教であるイスラム教を原動力にしているのも特徴である。革命の成功後、日本ではそれが政治的な変革にすぎず、宗教的、文化的なものではないという議論が支配的だったが、次第に新たな運動のタイプであると認識されるようになった。

## 革命の国外に対する影響
イスラム共和国体制は、アメリカ合衆国連邦政府が背後から支援して樹立したパフラヴィー朝を打倒したので、アメリカ合衆国から敵視された。
1979年11月には、イランアメリカ大使館人質事件が起こり、アメリカは1980年4月にイランに国交断絶を通告し、経済制裁を発動した。またパフラヴィー朝が西側諸国に発注していた兵器の開発・購入計画が全てキャンセルされた事で、イギリスのシール（チャレンジャー1）戦車やアメリカのキッド級ミサイル駆逐艦など、多くの西側諸国の兵器開発に影響を及ぼす事になった。一方で、イスラエルはキャンセルされたF-16戦闘機を代わりに購入する事で、イラク原子炉への爆撃（バビロン作戦）が遂行可能になった。
一方、サウジアラビアなどの周辺のアラブ諸国にとって、十二イマーム派を掲げるイランにおける革命の成功は、十二イマーム派の革命思想が国内の十二イマーム派信徒に影響力を及ぼしたり、反西欧のスローガンに基づくイスラム国家樹立の動きがスンナ派を含めた国内のムスリム（イスラム教徒）全体に波及することに対する怖れを抱かせることになった。
また、イラン革命と同じ1979年に起こったソビエト連邦のアフガニスタン侵攻は、ソ連がイスラム革命のアフガニスタンへの波及を防ぎたいと考えたのも要因とされている。
1980年9月22日、長年国境をめぐってイランと対立関係にあり、かつ国内に多数の十二イマーム派信徒を抱えてイラン革命の影響波及を嫌った隣国イラクがイランに侵攻、イラン・イラク戦争が勃発した。アメリカはもちろんヨーロッパ諸国やソ連、中華人民共和国などはイラクを積極支援し、外交的にも完全に孤立したイランはイラクへの降伏を検討しなければならなくなるほど追い詰められた。この戦争は8年間の長きにわたり、イランの革命政権に対して国内政治・国内経済に対する重大な影響を及ぼした。

## 革命後の国内
革命後、人々は国王という共通の敵を失い、政治集団内では新体制を巡り激しい権力闘争に突入した。最終的にホメイニーを頂点とするイスラーム法学者が統治する体制が固まり、そこではイスラム法が施行されるイスラーム的社会が目指されることになった。1981年6月から1982年3月にかけて多数の国民への大虐殺を行った。
しかし、イランにはイスラームの他にも少数ではあるが複数の宗教が存在している。このような宗教少数派の一部、すなわちキリスト教徒、ユダヤ教徒、ゾロアスター教徒は、公認の宗教少数派としてイラン・イスラーム共和国憲法第1章第13条で認められている。彼らが運営する私立小学校では、教育省が作成した宗教少数派用の教科書に従って宗教教育を実施することが義務付けられている。
イランのロウハーニー大統領によれば、イランには二級市民は存在せず、いずれの宗教に属していても憲法のもと平等な市民権を有しているという。
しかし、憲法においてはイスラム教徒に加えてゾロアスター教徒、ユダヤ教徒、キリスト教徒に対し宗教儀礼の自由が認められており、非シーア派のムスリムに対して“完全な敬意”を払わなければならないと定められている（第12条）ものの、これらの4宗教から外れる宗教の信者は、教育権や参政権などの基本的人権も保障されておらず、とりわけ無神論者やバハイ教徒は、国内における生活自体が認められていない。
バハイ教徒であったモナ・マフムードニジャードは、バハイ教徒として改宗を拒み、また子供たちに対してバハイ教について教えた罪により、1983年に処刑された。

### 欧米からの干渉と第三世界との連帯
上記のように西側諸国が世界中で推し進める西欧化とは異なる価値観の体制を革命によって推し進めたため、革命後、欧米諸国の国際的な干渉、内政干渉の攻撃を長年に渡り受けてきた。これには、欧米のいわゆる「イラン核開発疑惑」、2009年のイランの反アフマディネジャド派の大規模なデモにイギリス大使館の関係者が関与していたことなどが挙げられる。
核開発に関しては日本では欧米的な論調がほとんどだが、イラン側は核エネルギーの生産を目指すもので、核兵器開発ではないとし、アフマディネジャド大統領は「核爆弾は持ってはならないものだ」とアメリカのメディアに対して明言している。詳細はアメリカ合衆国とイランの関係のイランの主張の項を参照）。 
イランの「核エネルギーの開発はイランの権利である」というイランの立場に理解を示す国々も数多く、トルコ、ブラジル、ベネズエラ、キューバ、エジプトなどの第三世界各国や中華人民共和国などの反米的な国がイランを支持している（詳細はイランの「核開発問題についてのイランと第三世界各国の認識 」の項を参照）。

## 革命への女性動員と革命後のイスラム教強制反対
革命後にイラン・イスラム政府は、自己の体制支持集会や戦争協力などに女性を積極的に動員するようにしてきた。革命後まもなくホメイニーは預言者ムハンマドの娘ファーティマの誕生日を「女性の日」と定め、この日に大規模な女性集会を組織してきた。またイラン・イラク戦争の時には女性も革命防衛隊に動員された。イスラーム法学者が統治する体制を浸透させるためには女性の教育が必要であると考えた政府はそれ以降も、特に女性教育を重視して学校の増設や女性教育者の養成に取り組んだ。
こういった学校のイスラーム化は地方や農村などの保守的な地域の就学率も押し上げた。その結果として、イランの教育機関における女子比率は、小学校では革命前（1975年）の31%から48%（2003年）となり、中学では、37%（1976年）から48%（2003年）高校では36%（1978年）から48%（2008年）に向上した。

### 中等教育までの男女別学
イランでは中等教育までは男女別学が基本だが、教育カリキュラムは、中等教育過程での男子を対象に防衛技術を教える「防衛準備科」を除き、教育の全過程を通して男女同一である。
イランでの公立大学への進学は、年一回のコンクールと呼ばれる大学統一試験に合格しなければならないが、全合格者に占める女子比率は年々上昇し、1998年には遂に男子を抜いて52%に達し、2002年には62％を記録した。現在では高等教育における大学生の男女比率は、医学、人文、基礎科学、芸術の各専攻とも女性優位となっている。例えば医療系学部の女性比率は70％、基礎科学系学部は56％、人文系は52％、農業・獣医系は46％となっている。
医療分野を例にとると、国民医療の公営化による普及と男女分離政策により、女性患者にたいするサービスは女性スタッフが行うことが望ましいとされたために、女性の雇用が伸びている。
教育分野においても同様のことが言え、専門職に従事する女性の83％が教育関係の職に就いている（1996年度現在）。また大学ならびに高等教育機関の専任教員に占める女性の割合は1978年度から1997年度の20年間に17.4%から19.4%へ、非常勤も含めると13.6%から16.8%に上昇した。女性向けの年金制度や育児休暇制度のおかげで社会参加と就労がさらに進み、女性からの離婚を申し立てる権利など、年々拡大している。また、革命後にイランで学士号までの教育を受けた女性数学者・マリアム・ミルザハニは、最も権威ある数学の賞であるフィールズ賞を受賞した現在まで唯一の女性である。

### 道徳警察による女性弾圧
イスラム共和主義革命であるイラン革命後、女性たちは、全顔を覆うヒジャブ、全身を覆うチャドルか、頭髪を覆うスカーフと腕を隠すマントを「イスラム的な控えめの衣服」として着るよう法的に義務付けられて、道徳警察の厳しい取り締まりがされるようになった。2022年9月には道徳警察にスカーフのつけ方を理由に逮捕された20代女性が死亡したことで抗議運動が起きた。
イランにいる女性は公衆の前では体と髪を覆うヘジャーブを着用する義務があることに対して2000年以降から抗議デモが盛り上がってる。